# Tatort: Tod auf Eis
Tod auf Eis ist ein Fernsehfilm aus der Kriminalreihe Tatort der ARD und des ORF. Der Film wurde vom Norddeutschen Rundfunk produziert und am 7. September 1986 in der ARD erstmals ausgestrahlt. Es handelt sich um die Tatort-Folge 185. Für den Kriminalhauptkommissar Paul Stoever, gespielt von Manfred Krug, war es der fünfte Fall und für Kriminalhauptkommissar Peter Brockmöller, gespielt von Charles Brauer, war es der zweite Fall, in dem sie ermitteln.

## Handlung
Der Hotelbesitzer Paul Rhese ist im Tiefkühlraum seines Hotels ermordet worden: Jemand hat ihn eingesperrt und – „zur Sicherheit“ – die Temperatur von minus 18 auf minus 30 Grad heruntergeregelt. Die tiefgefrorene Leiche wird erst anderentags von einem der Köche entdeckt. Die Kommissare Stoever und Brockmöller sehen sich einem komplizierten Familien- und Besitzergeflecht gegenüber: Paul Rhese und seine Frau Magda sprechen schon seit langem nur noch über berufliche Dinge, Rhese hat ansonsten ein Auge auf die attraktive Bardame geworfen. Rheses Schwester Helene fordert ebenso wie seine Frau, dass ihnen endlich der Anteil am Hotel, das Paul Rhese als sein ausschließliches Eigentum betrachtet und es entsprechend führt, ausbezahlt wird. Ein entsprechendes Angebot setzt Paul Rhese jedoch bewusst niedrig und damit unakzeptabel an. Adalbert von Plackwitz, Magda Rheses Sohn aus erster Ehe, hat der Hotelier aus dem Haus geworfen, als er feststellt, dass von Plackwitz kontinuierlich die Weinbestände im Keller „anzapft“. Im Gegenzug hat von Plackwitz über Geschäftspartner ein überaus attraktives Angebot für das Hotel vorgelegt, welches Paul Rhese jedoch ablehnt. Als Hotelmanagerin hat Rhese zudem seine uneheliche Tochter Silvia Eichholtz eingestellt, was natürlich besonders seine Frau als Affront auffasst. Dementsprechend bildeten sich drei Grüppchen mit unterschiedlichen Interessen: Rhese und seine Tochter, seine Frau und ihr Sohn sowie seine Schwester und ihr Sohn, der als Azubi im Hotel jedoch nur eine untergeordnete Rolle in diesem Geflecht bildete.
Die Polizisten sehen sich folglich einer ganzen Reihe von potenziellen Verdächtigen gegenüber, zumal auch manche der Hotelangestellten einen verdächtigen Eindruck hinterlassen, etwa der jähzornige Koch, die geheimnisvolle Bardame oder eben Koch-Azubi Hilmar, der Sohn von Rheses Schwester Helene. Derjenige, den die Kommissare zunächst am wenigsten im Verdacht hatten, der Hausmeister Husemann, rückt durch einen aufgefundenen Brief und die Hinweise des Nachtportiers und zweier Zimmermädchen plötzlich ins Interesse von Stoever und Brockmöller: Er hatte sich mit Lieferanten zusammengetan, um bei Lieferungen Teile der Ladung in die eigene Tasche zu wirtschaften. Der Hotelchef drohte ihm auf die Schliche zu kommen.
Die Kommissare konfrontieren sämtliche Anwesenden bei einem Lokaltermin im Kühlraum mit den Ereignissen der Nacht und weisen nacheinander dem Hausmeister anhand einer Armverletzung nach, dass er es war, der das Thermostat von minus 18 auf minus 30 Grad eingestellt hat, sowie Rheses Frau Magda, dass sie die Tür zum Kühlraum, die über eine Sicherung gegen unbeabsichtigtes Einsperren verfügt, bewusst abgeschlossen hat – und nicht nur aus Wut „zugeworfen“, wie sie behauptete. Kaum, dass die beiden verhaftet sind, streiten sich Rheses Schwester Helene, seine uneheliche Tochter Silvia Eichholtz und Magda Rheses Sohn Adalbert von Plackwitz, wer künftig die Leitung des Hotels übernimmt...

## Produktionsnotizen
Die Erstausstrahlung erfolgte am 7. September 1986. Die ARD-Sendung erreichte mit 20,08 Millionen Zuschauern einen Marktanteil von 52 Prozent. Schauspielerin Johanna von Koczian hatte in diesem Tatort einen ihrer beiden Auftritte in der Reihe, der andere war im ein Jahr darauf ausgestrahlten Münchner Tatort „Gegenspieler“ mit Helmut Fischer als Kommissar Lenz. Für Regisseur Dietrich Haugk, der in diversen Folgen der Serien Der Kommissar, Derrick und Der Alte Regie führte, war es einer von nur zwei Tatorten, bei dem er in dieser Funktion tätig war.